# ارفند لند
ارفند لند (به انگلیسی: Orphaned Land) یک گروه پراگرسیو متال اسرائیلی است که در سال ۱۹۹۱ شکل گرفت. گروه در زمان تأسیس "Resurrection" نام داشت و و بعداً نام‌اش به ارفند لند تغییر یافت. موسیقی آن‌ها آمیخته‌ای از دث/دوم تحت تأثیر شدید موسیقی فولک خاور میانهای و موسیقی مزراحی است.
اولین و تنها دمویی که گروه با نام The Beloved's Cry در سال ۱۹۹۳ منتشر کردند در زمرهٔ اولین آلبوم‌های «اورینتال متال» محسوب می‌شود. ساختار موضوعی آلبوم‌های آن‌ها از در کنارهم قرار گرفتن مضامین متضاد تشکیل می‌شود مانند رویایی جهان شرق و غرب، گذشته و حال، روشنایی و تاریکی و خدا و شیطان.
آن‌ها اولین آلبوم استودیوئی‌شان را در سال ۱۹۹۴ و با نام Sahara منتشر کردند.

## آلبوم‌ها

### استودیویی
| نام آلبوم                            | سال انتشار |
| ------------------------------------ | ---------- |
| ۱. The Beloved's Cry                 | ۱۹۹۳       |
| ۲. Sahara                            | ۱۹۹۴       |
| ۳. El Norra Alila                    | ۱۹۹۶       |
| ۴. Mabool                            | ۲۰۰۴       |
| ۵. Ararat                            | ۲۰۰۵       |
| ۶. The Never Ending Way of ORWarriOr | ۲۰۱۰       |
| 7. All Is One                        | ۲۰۱۳       |